# Villa Wernerstraße 16 (Berlin-Grunewald)

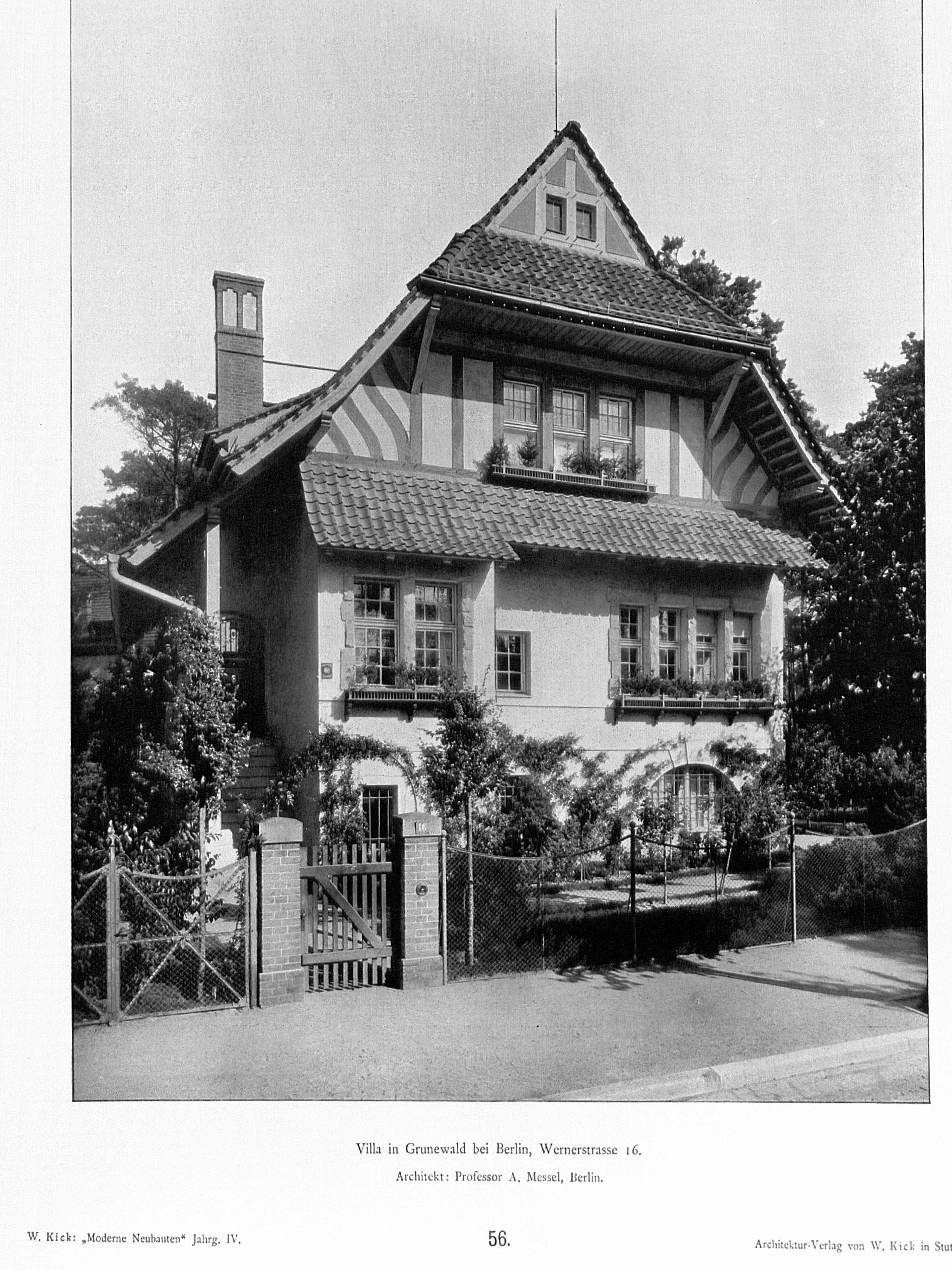
Villa Wernerstraße 16, erbaut von Alfred Messel

Die Villa Wernerstraße 16 wurde von Alfred Messel im Berliner Ortsteil Grunewald für die Schriftstellerin Lily Braun zu einem Preis von 32.000 Mark (kaufkraftbereinigt in heutiger Währung: rund 263.000 Euro) erbaut. Sie war Bestandteil der Villenkolonie Grunewald  und wurde im Zweiten Weltkrieg zerstört.

## Besitzer
In der Villa wohnten zunächst Lily und Heinrich Braun, die das Haus um die Jahrhundertwende wegen finanzieller Schwierigkeiten an Maximilian Harden verkauften, der in dem Haus wohnte, bis er 1923 in die Schweiz zog.
Harden lud in seine Villa die mit ihm befreundeten Friedrich Dernburg, Fritz Mauthner und Lilli Lehmann ein.
Karl Kraus spielte in seinen Polemiken über Harden auf die Villa an.
Das Gebäude wurde im Zweiten Weltkrieg zerstört. Auf dem in sechs Teile parzellierten Grundstück wurden 1957 drei Doppelhäuser mit Garagen von den Architekten Sobotka und Müller errichtet. Am Haus Nr. 16 wurde 1988 eine Gedenktafel für Maximilian Harden angebracht.

## Beschreibung
Die Villa war ein eingeschossiges Gebäude, dessen Fassade in einem ockerfarbigen Ton gehalten war und dessen Giebel zur Wernerstraße wies. Im Garten um die Villa war eine dichte Hecke angelegt und Kiefern gepflanzt worden, die sich zu hohen Bäumen entwickelten.